# Tampere Open 2010
Il Tampere Open 2010 è un torneo professionistico di tennis maschile giocato sulla terra rossa, che faceva parte dell'ATP Challenger Tour 2010. Si è giocato a Tampere, in Finlandia, dal 26 luglio al 1º agosto 2010.

## Partecipanti

### Teste di serie
| Giocatore   | Nazionalità       | Ranking* | Testa di serie |
| ----------- | ----------------- | -------- | -------------- |
| Germania    | Florian Mayer     | 54       | 1              |
| Spagna      | Óscar Hernández   | 158      | 2              |
| Germania    | Dieter Kindlmann  | 163      | 3              |
| Rep. Ceca   | Ivo Minář         | 214      | 4              |
| Paesi Bassi | Jesse Huta Galung | 223      | 5              |
| Finlandia   | Henri Kontinen    | 229      | 6              |
| Belgio      | Yannick Mertens   | 233      | 7              |
| Polonia     | Jerzy Janowicz    | 239      | 8              |

- Ranking al 19 luglio 2010.

### Altri partecipanti
Giocatori che hanno ricevuto una wild card:
- Harri Heliövaara
- Micke Kontinen
- Juho Paukku
- Jürgen Zopp

Giocatori passati dalle qualificazioni:
- Ervin Eleskovic
- Markus Eriksson
- André Ghem
- Patrick Rosenholm
- Patrick Taubert
- Erling Tveit

## Campioni

### Singolare
Éric Prodon ha battuto in finale  Leonardo Tavares con il punteggio di 6–4, 6–4

### Doppio
João Sousa /  Leonardo Tavares hanno battuto in finale  Andis Juška /  Deniss Pavlovs, 7–6(3), 7–5